# Jetan
El Jetan o Ajedrez Marciano es una variación del ajedrez ingeniada por Edgar Rice Burroughs, que al igual que el ajedrez es un juego de estrategia para dos contrincantes, cada uno con veinte fichas para cada bando, a diferencia de las dieciséis del ajedrez. La descripción del juego se explica en un corto apéndice de la novela El ajedrez vivo de Marte, y en el segundo capítulo se narra una partida en Barsoom, el Marte ficticio de Burroughs

## El juego
El Jetan representa una guerra antigua entre las razas amarilla y negra de Barsoom, por lo que se juega con fichas anaranjadas en el norte y negras en el sur, donde en Barsoom habitaban dichas razas.
 Se juega en un tablero con una cuadrícula de 10 x 10, con casillas alternadas anaranjadas y negras, en el texto no hay indicaciones de como debería orientarse el tablero.
Las fichas se forman orientadas según el caso: anaranjadas al norte y negras al sur, y como en el ajedrez en dos filas:
- En la fila próxima al jugador
  - Una Princesa
  - Un Jefe
  - Dos Voladores (También llamados Odwars)
  - Dos Dwars (Capitanes)
  - Dos Padwars (Tenientes)
  - Dos Guerreros

En las dos casillas centrales aparecen el jefe en la derecha y la princesa en la izquierda, luego del centro hacia afuera; un volador, un Dwar, un Padwar y un guerrero.
- En la fila siguiente:
  - Dos Thoaths (Guerreros montados)
  - Ocho Panthans (Mercenarios)

Con los Thoats en los extremos y los Panthans en el medio.

## Movimientos
El movimiento de cada pieza en Jetan tiene una distancia y una dirección, esta última puede variar durante el movimiento. Pero ninguna pieza puede pasar dos veces por la misma casilla durante el movimiento.
Las piezas se mueven así:
- La Princesa: Mueve tres casillas horizontales, verticales, diagonales o cualquier combinación de esos movimientos. Puede saltar por sobre otras piezas y no puede tomar piezas. Puede hacer un escape, una sola vez durante la partida, hacia cualquier casilla no ocupada.
- El Jefe: Mueve tres casillas horizontales, verticales, diagonales o cualquier combinación de esos movimientos y no puede saltar por sobre otras piezas.
- Los Voladores: Tres espacios diagonales, sin combinaciones ni trayectos rectos, puede saltar por encima de otras piezas. en versiones más antiguas del Jetan se les llama Odwars en lugar de Voladores.
- Los Dwars:Tres espacios rectos sean verticales u horizontares, o en combinación y no puede saltar por encima de otras piezas.
- Los Padwars:Dos espacios en diagonal, sin combinaciones y no puede saltar sobre otras figuras.
- Los Guerreros: Dos espacios rectos ya sean verticales u horizontales o en combinación sin saltar por encima de otras figuras.
- Los Thoaths: Dos espacios, uno recto y otro en diagonal pudiendo saltar piezas. El Thoath se describe en varias novelas de la serie marciana como un caballo robusto con los patas acolchadas que no dejan huellas en el pasto marciano.
- Los Panthans: Un espacio, sin devolverse, en cualquier dirección. Burroughs no especifica que esta pieza no pueda devolverse pero de permitirlo sería la pieza más poderosa del juego.

## Objetivo
Una partida de Jetan se considera ganada cuando un jefe captura al jefe enemigo, o cuando cualquier pieza captura a la princesa.
Es un empate cuando cada jugador ve reducidas sus piezas a sólo tres y no se puede ganar en los próximos diez movimientos, o si el jefe es tomado por otra figura que no sea el jefe contrario.